# Mylabris zigzaga
Mylabris zigzaga là một loài bọ cánh cứng trong họ Meloidae. Loài này được Marseul miêu tả khoa học năm 1872.